# Орловський військовий округ
Орло́вський військо́вий о́круг (ОрВО) — одиниця військово-адміністративного поділу в СРСР, один з військових округів, що існував у період 1918–1922, 1938–1941 и 1943–1945. Управління округу знаходилося в місті Орел.

## Історія
Орловський військовий округ був утворений відповідно до наказу Вищої військової ради No.23 від 31 березня 1918 року на території, що включала Орловську, Курську, Чернігівську, Воронезьку і Тамбовську губернії. Згодом територія неодноразово змінювалася.
З 8 червня 1919 р. (наказ РВСР No.991) по 10 лютого 1920 (наказ РВСР No.112/22) знаходився в підпорядкуванні командувача Південним, а з 10 січня 1920 р. — Південно-Західним фронтами. Наказом РВСР No.594/104 від 9 березня 1922 р. округ був розформований, територія відійшла до Московського і Західного військовим округам.
Знов створений наказом НКО No.0154 від 28 липня 1938 року на території Воронезької, Курської, Орловської областей на базі управління 10-го стрілецького корпусу, управлінь і військ, виділених Московським, Приволзьким, Північно-Кавказьким, Уральським військовими округами.
Штаб округу знаходився в м. Орле, а з наближенням лінії фронту у вересні 1941 передислокувався в Єлець, потім в Тамбов і Оренбург.
8 грудня 1941 округ був ліквідований, територія відійшла до Приволзького військового округу.
Знов Орловський ВО утворений 21 серпня 1943 року, але в липні 1945 розформований та на його базі створений Воронезький військовий округ.

## Командування
- Командувачі:
  - 1918–1919 — А. Я. Семашко
  - 1919 — А. Д. Макаров
  - 1919 — П. К. Щербаков
  - 1920–1921 — О. А. Скудре
  - 1921 — А. К. Александров
  - 1921–1922 — О. А. Скудре
  - 1938–1940 — комкор М. Г. Єфремов
  - 1940–1941 — генерал-майор Ф. М. Ремезов
  - 1941 — генерал-лейтенант П. О. Курочкін
  - 1941 — генерал-лейтенант О. О. Тюрін
  - 1943–1945 — генерал-майор М. Т. Попов.